# Santa María del Tiétar
Santa María del Tiétar – gmina w Hiszpanii, w prowincji Ávila, w Kastylii i León, o powierzchni 11,95 km². W 2011 roku gmina liczyła 568 mieszkańców.